# Noćurkovke
Noćurkovke (lat. Nyctaginaceae), porodica dvosupnica iz reda klinčićolike koja u hrv. jeziku svoje ime nosi po rodu noćurak (Mirabilis), a u latinskom po rodu Nyctago, čiji je korektan naziv Mirabilis. Rodu Nyctaginia čiji je jedini predstavnik Nyctaginia capitata, cvijet je grimizne boje koji raste u Teksasu i Novom Meksiku. U Noćurke pripada i čudesni noćurak (Mirabilis jalapa) koju su zbog ljepote i ljekovitosti uzgajali i Asteci.
Porodici trenutno pripada 34 priznata roda koja su raširena od južne Kanade do središnje Argentine, veliki djelovi tropske Afrike s Madagaskarom, cijela južna Azija, Oceanija i Australija. Uz jednogodišnje bilje, grmlje i stabla pripadaju joj i neke lijane. 
Noćurkovkama pripadaju tribusi Caribeeae, s vrstom Caribea litoralis na Kubi; Leucastereae iz Južne Amerike, a napose Brazil kojoj pripada rod Leucaster; Boldoeae s Antila, i od Meksika do Bolivije; Colignonieae s rodom Colignonia na Andama Južne Amerike; Nyctagineae čiji su sinonimi Allioniaceae (po rodu Allionia) i Mirabilidaceae (po rodu Mirabilis, otkuda za porodicu i naš naziv noćurkovke), a pripadaju joj i rodovi Boerhavia i Abronia; Tribus Bougainvilleeae kojoj pripadaju lijane s rodom Bougainvillea u sredsišnjoj i tropskoj Južnoj Americi i jugozapadnoj Africi; Pisonieae s rodovima Neea, Guapira i Pisonia.
- Bougainvillea glabra
- Allionia incarnata

## Rodovi
Familia Nyctaginaceae Juss. (452 spp.)
1. Tribus Leucastereae Benth. & Hook. fil.
  1. Reichenbachia Spreng. (1 sp.)
  2. Andradea Allemão (1 sp.)
  3. Ramisia Glaz. ex Baill. (1 sp.)
  4. Leucaster Choisy (1 sp.)
2. Tribus Boldoeae Heimerl
  1. Salpianthus Humb. & Bonpl. (3 spp.)
  2. Boldoa Cav. ex Lag. (1 sp.)
  3. Cryptocarpus Kunth (1 sp.)
3. Tribus Colignonieae Heimerl
  1. Colignonia Endl. (6 spp.)
4. Tribus Bougainvilleeae Choisy
  1. Bougainvillea Comm. ex Juss. (16 spp.)
  2. Belemia Pires (2 spp.)
  3. Phaeoptilum Radlk. (1 sp.)
5. Tribus Pisonieae Meisn.
  1. Pisoniella (Heimerl) Standl. (2 spp.)
  2. Guapira Aubl. (77 spp.)
  3. Neea Ruiz & Pav. (83 spp.)
  4. Neeopsis Lundell (1 sp.)
  5. Cephalotomandra Karst. & Triana (1 sp.)
  6. Grajalesia Miranda (1 sp.)
  7. Ceodes J. R. Forst. & G. Forst. (21 spp.)
  8. Pisonia L. (29 spp.)
6. Tribus Nyctagineae Horan.
  1. Acleisanthes A. Gray (17 spp.)
  2. Abronia Juss. (23 spp.)
  3. Tripterocalyx (Torr.) Hook. (4 spp.)
  4. Mirabilis L. (61 spp.)
  5. Commicarpus Standl. (38 spp.)
  6. Allionia L. (2 spp.)
  7. Cyphomeris Standl. (2 spp.)
  8. Anulocaulis Standl. (5 spp.)
  9. Nyctaginia Choisy (1 sp.)
  10. Okenia Schltdl. & Cham. (1 sp.)
  11. Boerhavia Vaill. ex L. (47 spp.)
  12. Cuscatlania Standl. (1 sp.)
7. Tribus Caribeeae Douglas & Spellenb.
  1. Caribea Alain (1 sp.)